# Leonardo Gutiérrez

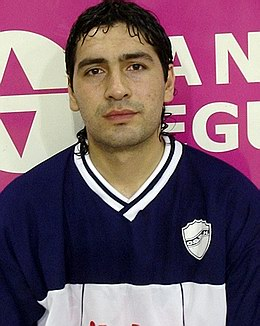
Leonardo_Gutierrez

Leonardo Gutiérrez, född 16 maj 1978 i Marcos Juarez, Argentina, är en argentinsk idrottare som tog OS-brons i basket 2008 i Peking. Detta var Argentinas andra medalj i herrbasket vid olympiska sommarspelen, efter guldet 2004 i Aten, där också Gutiérrez deltog.